# Clavidesmus heterocerus
Clavidesmus heterocerus är en skalbaggsart som först beskrevs av Jean Baptiste Lucien Buquet 1852.  Clavidesmus heterocerus ingår i släktet Clavidesmus och familjen långhorningar.
Artens utbredningsområde är Paraguay. Inga underarter finns listade i Catalogue of Life.